# Sunnisme
Sunnisme (eller sunni-islam, arabisk: سنّة) er den mest udbredte trostolkning inden for islam. Tilhængere kaldes sunnier, sunnimuslimer, sunnitter eller formelt Ahl al-Sunnah (bogstaveligt 'sædvanes folk', egl. fra Ahl us-Sunnah wa-l-Jamā‘ah, 'sædvanens og menighedens folk'). Sunnier udgør omtrent 88 procent af alle muslimer.

## Historie
I den muslimske verden har politiske uenigheder ofte baggrund i religiøse konflikter. De begyndte allerede 30 år efter Muhammeds død, da det islamiske samfund havnede i en borgerkrig, som blev grundlaget for islams opdeling. En vigtig grund til denne første krig var, at nogle i Irak og Egypten modsatte sig den tredje kalif og hans guvernører.[kilde mangler] Efter at kaliffen var dræbt, brød krigen ud mellem de grupper, der kæmpede om magten. Krigen endte med, at der blev skabt et nyt dynasti af kaliffer, der regerede fra Damaskus.
Fire grupper brød med hovedstrømningen i denne periode: to af dem med trosgrundlag, som ligner sunniers. Den ene krævede, at attentatmændene, som havde dræbt den tredje kalif, skulle henrettes. De blev kaldt shia (partisanerne) fra Uthman. Den anden gruppe mente, at genoprettelsen af ro og orden var vigtigere. De blev kaldt shia af Ali. To andre grupper opstod efter konflikten: Khwarijgruppen mente, at begge partisan-grupper var vantro, mens Rawafidh, som var ekstreme partisaner, helt afskrev de tidligere kaliffer.

## Doktriner
Sunnisme har ritualer, der betegnes som 'søjler af religionen' eller 'de fem søjler' (arabisk: أركان الإسلام).

### De fem søjler
1. Troserklæringen (shahadah)
2. Bønnen (salah)
3. Almissen (zakat)
4. Fasten (sawm)
5. Pilgrimsrejsen (hadj)

### De seks trosartikler
Sunnier ærer de seks trosartikler fra sunni (hadith) samlinger:
1. Enhed [af Gud] (tawhid)
2. Englene (mala'ika)
3. De hellige skrifter (kutub)
4. Profeterne (nabi)
5. Dommedagen (qiyâmah)
6. Skæbne (qadr)

## Sunnier i verden
Sunnisme udgør en majoritet i de islamiske lande: den procentvise andel af sunnier:
- Afghanistan – 80 %
- Albanien – 70 %
- Algeriet – 99 %
- Azerbaijan – (20-30% [3])
- Bahrain- 30 %
- Bosnien – 50-60 %
- Egypten – 94 %
- Forenede Arabiske Emirater – 80 %
- Gambia – 90 %
- Indonesien – 88 %
- Irak – 32-37 %
- Iran – 4-8 %
- Israel – 14,6 %
- Yemen – 70 %
- Jordan – 92 %
- Comorerne – 98 %
- Kuwait – 70 %
- Libanon – 31%
- Libyen- 97 %
- Makedonien ca. – 25 %
- Malaysia – 99 %
- Maldiverne – 100 %
- Mali – 90 %
- Palæstina 97 %
- Pakistan – 77 %
- Saudi Arabien – 92 %
- Senegal – 94 %
- Somalia – 95 %
- Sudan – 80 %
- Syrien – 80 %
- Tadsjikistan – 85 %
- Tyrkiet – 90 %
- Usbekistan – 88 %

## Teologi

### Grundlaget for sunnimuslimsk teologi
Sunnismens grundlag er Koranen og profeten Muhammeds sædvane (sunna). Den traditionelle forståelse af Koranen og Sunna er baseret på Ashari og Maturidi.
Mange teologiretninger er udledt fra den og har stiftet nye retninger inden for islam. Det er Kharijiterne, Mu'taziliterne, Jahmiterne, Murjiterne, Qadarierne, Wahhabierne etc..
De fire lovskoler (madhāhib), Hanafi, Maliki, Shafi´i og Hanbali) er dog ikke selvstændige religiøse retninger eller sekter. De er baseret på fire tidlige islamiske lærdes teologiske arbejder: Abu Hanifa, Malik, Shafi'i og Ahmed bin Hanbal. De var kendt for deres tolkning af Koranen og de islamiske bud. De havde kun forskellige holdninger til mindre spørgsmål inden for islam: Ahmed bin Hanbal var elev af Shafi`i, som var elev af både Malik og Muhammad ibn al-Hasan, elev af Imam Abu Hanifa.
De fleste sunnimuslimer anser Tasawwuf eller sufismen for en integreret del af sunni-islam. Sufismen står for de mere åndelige aspekter af sunnimuslimers hverdagsliv. Nogle af de mest kendte sufi-retninger er Qadiri, Naqshbandi, Shadhili, Chishti og Rifa'i.